# تیمیدین تری‌فسفات
تیمیدین تری‌فسفات (به انگلیسی: Thymidine triphosphate) با فرمول شیمیایی C۱۰H۱۷N۲O۱۴P۳ یک ترکیب شیمیایی با شناسه پاب‌کم ۶۴۹۶۸ است. که جرم مولی آن ۴۸۲٫۱۶۸ است.تیمیدین تری فسفات یکی از چهار نوکلئوزید تری فسفاتی است که در سنتز درون‌تنی DNA استفاده می‌شود. کوبالامین و فولیک اسید در ساخت آن نقش دارند.